# Sous un autre jour (film)
Pour plus de détails, voir Fiche technique et Distribution.
Sous un autre jour (The Upside) est un film américain réalisé par Neil Burger, sorti en 2017. Il s'agit d'un remake du film français Intouchables (2011) d'Olivier Nakache et Éric Toledano, lui-même inspiré de la vie de Philippe Pozzo di Borgo.
Il est présenté au Festival international du film de Toronto 2017, mais ne sort dans les salles qu'en 2019 en raison de l'affaire Harvey Weinstein, ce dernier dirigeant la société The Weinstein Company produisant le film. Le film a été finalement produit par Lantern Entertainment, société qui remplace The Weinstein Company, disparue en 2018.

## Synopsis
Il s'agit d'un remake américain du film Intouchables.
Un milliardaire handicapé, Phillip Lacasse, pense que la vie ne mérite plus d'être vécue jusqu'au jour où son quotidien est dynamisé par l'arrivée de l'excentrique Dell Scott, un ancien détenu en liberté conditionnelle qu'il engage pour l'aider dans ses tâches quotidiennes. Opposés sur le plan social, les deux hommes deviennent rapidement des amis et Phillip reprend goût à la vie grâce à son nouvel ami.

## Fiche technique
- Titre original : The Upside[1]
- Titre français et québécois : Sous un autre jour
- Réalisation : Neil Burger
- Scénario : Jon Hartmere, d'après Intouchables d'Olivier Nakache et Éric Toledano
- Décors : Mark Friedberg
- Costumes : Kasia Walicka-Maimone
- Photographie : Stuart Dryburgh
- Montage : Naomi Geraghty
- Musique : Rob Simonsen
- Production : Todd Black, Jason Blumenthal et Steve Tisch
- Production déléguée : David Boies, G. Mac Brown, Zack Schiller et Harvey Weinstein
- Sociétés de production : STX Films, Lantern Entertainment, The Weinstein Company et Escape Artists
- Sociétés de distribution : STX Entertainment (États-Unis), Metropolitan Filmexport (France)
- Pays de production :  États-Unis
- Langue originale : anglais
- Format : couleur
- Genre : comédie dramatique
- Durée : 118 minutes
- Dates de sortie[2] :
  - Canada : 8 septembre 2017 (festival international du film de Toronto 2017)
  - États-Unis : 11 janvier 2019
  - France : 6 juin 2019 (sorti directement en vidéo)

## Distribution
- Bryan Cranston (VF : Jean-Louis Faure ; VQ : Jacques Lavallée) : Phillip Lacasse
- Kevin Hart (VF : Lucien Jean-Baptiste ; VQ : Martin Watier) : Dell Scott
- Nicole Kidman (VF : Danièle Douet ; VQ : Anne Bédard) : Yvonne Pendleton
- Julianna Margulies (VF : Hélène Chanson ; VQ : Hélène Mondoux) : Lily
- Aja Naomi King (VF : Fily Keita ; VQ : Annie Girard) : Latrice
- Jahi Di'Allo Winston : Anthony
- Golshifteh Farahani : Maggie
- Genevieve Angelson : Jenny
- Michael Quinlan : Jack
- Tate Donovan (VF : Constantin Pappas) : Carter Locke
- Golshifteh Farahani (VF : Flora Kaprielian) : Dr Magana Gupta

## Production

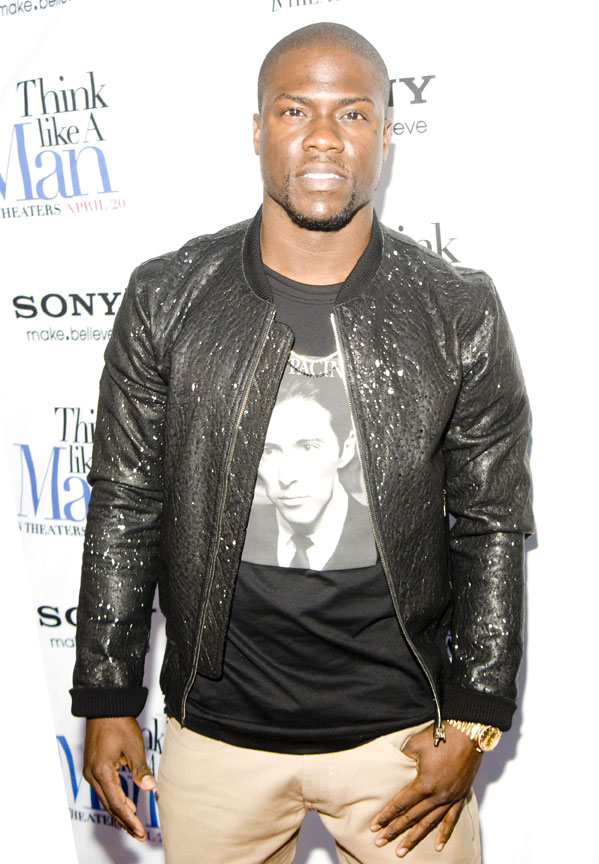
Kevin Hart, ici en avril 2012

### Genèse, développement et attribution des rôles
En juillet 2011, Harvey Weinstein et sa société The Weinstein Company acquièrent les droits de distribution de Intouchables pour les pays anglophones, les pays scandinaves et la Chine. L'entreprise obtient par la même occasion les droits pour en faire un remake américain. En juin 2012, Paul Feig est choisi pour écrire et réaliser le film. Chris Rock, Jamie Foxx et Idris Elba sont à ce moment envisagés pour reprendre le rôle incarné par Omar Sy, alors que Colin Firth est en négociations pour reprendre le rôle de François Cluzet. Jessica Chastain et Michelle Williams sont quant à elle évoquées pour le rôle féminin principal.

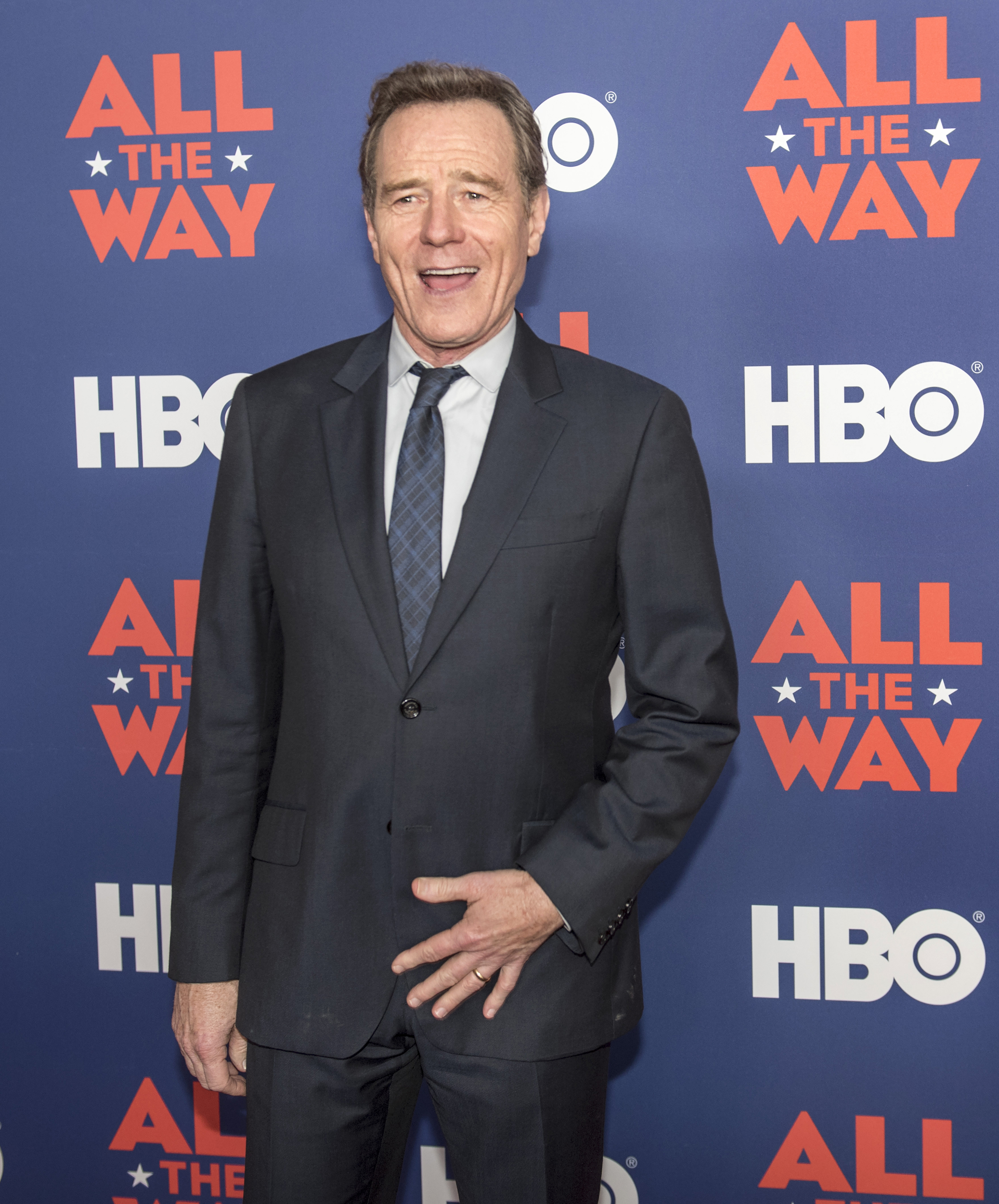
Bryan Cranston, en 2016

En mars 2013, Paul Feig renonce finalement au poste de réalisateur. Tom Shadyac entre alors en négociations pour le remplacer. Chris Tucker est alors envisagé pour reprendre le rôle incarné par Omar Sy dans le film français original. En octobre 2014, Kevin Hart est finalement officialisé dans le rôle, alors que Colin Firth est toujours attaché au personnage de Phillip.
En mars 2016, Bryan Cranston remplace finalement Colin Firth. Le réalisateur britannique Simon Curtis reprend alors le projet en main, toujours avec le script de Paul Feig. En août 2016, Simon Curtis quitte à son tour le film. Il est remplacé par Neil Burger. Le script est ensuite réécrit par Jon Hartmere.
En janvier 2017, Nicole Kidman et Genevieve Angelson rejoignent la distribution,. Elles sont rejointes par Aja Naomi King un mois plus tard.

### Tournage
Le tournage débute le 27 janvier 2017 à Philadelphie.  

### Box-office
Le film réalise une recette de 125,9 millions de dollars.

### Accueil critique
Le site Web d'agrégateur d'avis Rotten Tomatoes a fait état d'un taux d'approbation de 41 % avec une note moyenne de 5,25 / 10, sur 175 commentaires. Le consensus sur le site indique : « moralisateur, manipulateur et rempli de clichés, The Upside met en scène la complicité entre Bryan Cranston et Kevin Hart sans jamais en tirer le moindre parti. » Sur Metacritic, le film a obtenu une note moyenne de 46 ⁄ 100 d'après 40 avis, ce qui signifie « avis moyen ou mitigé. » Le film a également reçu la note A sur CinemaScore, sur une échelle allant de A+ à F, tandis que PostTrak indique que les spectateurs ont attribué la note de 4,5 / 5 étoiles en "recommandant vivement" pour 66 % d'entre eux.